# For My Thugz
For My Thugz – drugi studyjny album amerykańskiego rapera Boosiego Badazza, który w owym czasie występował pod pseudonimem Lil’ Boosie. Został wydany 1 stycznia 2002 roku nakładem wytwórni Trill Entertainment.

## Lista utworów
Źródło.
| Nr  | Tytuł utworu                                          | Producent    | Długość |
| --- | ----------------------------------------------------- | ------------ | ------- |
| 1.  | „Gangsta Shit”                                        | Tru Dawg     | 3:42    |
| 2.  | „How You Feel”                                        | Dolby D      | 4:06    |
| 3.  | „My Nigga Then”                                       | Tru Dawg     | 3:47    |
| 4.  | „Bucked Up”                                           | Tru Dawg     | 3:38    |
| 5.  | „Cold Blodded” (gości. Young Bleed)                   | Steve Beelow | 3:57    |
| 6.  | „Wonder Why Your Child So Bad” (gości. Lil Q & Locco) | Lil Q        | 4:35    |
| 7.  | „Head Busta” (gości. Pimp C)                          | Steve Beelow | 3:38    |
| 8.  | „Bout Dat”                                            | Steve Beelow | 4:15    |
| 9.  | „World Wide Struggle”                                 | Lil Q        | 4:10    |
| 10. | „For My Thugz”                                        | Tru Dawg     | 3:57    |
| 11. | „Consequences”                                        | Dolby D      | 4:07    |
| 12. | „Thug in My Life”                                     | Lil Q        | 3:49    |
| 13. | „Listen Clear”                                        | Tru Dawg     | 3:26    |
| 14. | „It's Going Down, Pt. 2” (gości. Big Head)            | Lil Q        | 4:01    |
| 15. | „Gotta Get It” (gości. Webbie & Lil Q)                | Lil Q        | 4:24    |
| 16. | „Waiting on Visit”                                    | Tru Dawg     | 4:21    |
|     |                                                       |              | 1:03:53 |